# Gerovit
Gerovit je zapadnoslavenski bog čije je ime tumačeno kao Jarovit. Navode ga Herbord i Ebbo. Herbord je zapisao da je Gerovit imao hram u Wolgastu te ga je usporedio s rimskim bogom Marsom. Ebbo je u Havelbergu zabilježio svetkovinu posvećenu Gerovitu.